# Davallia longicauda
Davallia longicauda là một loài dương xỉ trong họ Davalliaceae. Loài này được Christ mô tả khoa học đầu tiên năm 1896.
Danh pháp khoa học của loài này chưa được làm sáng tỏ. 